# Medaglia del Re
Die Medaglia del Re (deutsch „Medaille des Königs“) war ein Pokalwettbewerb für italienische Fußball-Vereinsmannschaften und wurde im Namen von Umberto I. initiiert.

## 1900
- 27. Mai 1900 AC Mailand–SEF Mediolanum 2:0

Torschützen für die Rossoneri waren Herbert Kilpin und David Allison.

## 1901
- 3. März 1901 AC Mailand–SEF Mediolanum 5:0
- 10. März 1901 AC Mailand–Juventus Turin 3:0
- 17. März 1901 AC Mailand–CFC Genua 1:1

## 1902
- 2. Februar 1902 CFC Genua–SG Andrea Doria
- 9. Februar 1902 AC Mailand–SEF Mediolanum 9:1
- 16. Februar 1902 AC Mailand–CFC Genua 4:1
- 23. Februar 1902 AC Mailand –FC Torinese 7:0

Nach der dritten Austragung wurde das Turnier eingestellt und der dreimalige Sieger AC Mailand konnte den Pokal behalten.